# Зуб Едуард Іванович
Зуб Едуард Іванович (нар. 18 липня 1965, м. Черкаси — 14 листопада 2022, зник безвісти біля Курдюмівки ) — харківський історик, краєзнавець, дослідник діяльності радянського репресивного апарату на Харківщині в 1917-1922 роках, учасник російсько-української війни. Головний спеціаліст Північно-східного міжрегіонального відділу Українського інституту національної пам’яті. Пропав безвісти під Бахмутом

## Біографія
Народився в 1965 році в Черкасах. Його дід був вчителем школи в селі Пономаренки перед Другою світовою війною.
Служив у радянській армії (1984—1986).
У 1991 році закінчив історичний факультет Харківського державного університету.
З 2001 р. — в журналістиці. Співпрацював з такими регіональними виданнями: «Вечный Харьков», «Событие», «Пятница», «Харьковские известия».
До 2010 року вів постійну рубрику в харківській газеті «Пятница».
У 2009 р. він був одним з ініціаторів створення свята «День україномовної преси».
У 2015 р. Едуард Іванович входив до складу топонімічної групи щодо перейменувань вулиць Харкова.
У 2022 році під час повномасштабної війни вступив до лав ЗСУ. Того ж року пропав безвісти під Бахмутом.

## Публікації
Автор книжки  «Харьковская ЧеКа. Прощание с мифами» (Харків, 2012), а також автор більше 200 публікацій  у газетах та відомих інтернет-порталах на історичну тематику. Головні його теми досліджень: жахіття харківської ЧК/НКВС, історія Мироносицької церкви.
З 1995 р. досліджував різноманітні аспекти діяльності радянських силових структур. Активно працюючи в архівах, ввів у оббіг значну кількість раніше невідомих документів.

## Фільмографія
| Рік  | Назва     | Роль   | Країна  | Примітки                              |
| ---- | --------- | ------ | ------- | ------------------------------------- |
| 2010 | Неугодные | Саєнко | Україна | документальний фільм Ігоря Піддубного |

Автор чи співавтор сценарію:
| Рік  | Назва                        | Країна  | Примітки                              |
| ---- | ---------------------------- | ------- | ------------------------------------- |
| 2010 | Неугодные                    | Україна | документальний фільм Ігоря Піддубного |
| 2011 | Неоднозначные                | Україна | документальний фільм Ігоря Піддубного |
| 2015 | Крым. Курорт строгого режима | Україна | документальний фільм Ігоря Піддубного |

Вищезгадані фільми «Неугодные» та «Неоднозначные» нагороджені першим призом Фестивалю правозахисного кіно «Ступени» в 2010 та 2012 роках.
Фільми «Неугодные» та «Неоднозначные» нагороджені першим призом Фестивалю правозахисного кіно «Ступени» в 2010 та 2012 роках.